# Adriana Serra Zanetti
Adriana Serra Zanetti (født 5. marts 1976 i Modena, Italien) er en tidligere professionel tennisspiller fra Italien.
Adriana Serra Zanetti højeste rangering på WTA single rangliste var som nummer 38, hvilket hun opnåede 11. februar 2002. I double er den bedste placering nummer 69, hvilket blev opnået 17. juni 2002. 